# Friedrich Simon Leopold Petri

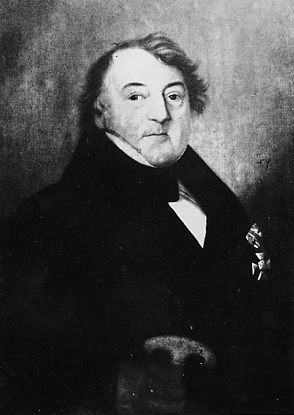
Friedrich Simon Leopold Petri

Friedrich Simon Leopold Petri (* 2. Oktober 1775 in Lemgo; † 10. März 1850 in Detmold) war deutscher Beamter und Richter im Fürstentum Lippe.

## Leben
Friedrich Simon Leopold Petri studierte Rechtswissenschaften an der Universität Göttingen und war danach zunächst Syndikus in Lage. 1805 wurde er Richter in Lemgo. 1810 wurde er als Regierungsassessor nach Detmold berufen. 1814 erhielt er die Ernennung als Regierungsrat. 1845 wurde er Geheimer Regierungsrat.
Im Rahmen der Märzrevolution wurde er am 11. März 1848 an die Spitze der Regierung des Fürstentums berufen. Er blieb bis zu seinem Tode Regierungschef in Detmold.
Sein jüngerer Bruder Dietrich Moritz Petri war Bürgermeister von Lemgo.
Sein Sohn Moritz Leopold Petri (1802–1873) war lippischer Gesandter bei der Provisorischen Zentralgewalt, Abgeordneter im Erfurter Unionsparlament und nach dem Tod des Vaters Mitglied der lippischen Regierung.

## Nachlass
Ein Teil des schriftlichen Nachlasses der Familie Petri befindet sich in der Lippischen Landesbibliothek, darunter Briefwechsel von Friedrich Simon Leopold Petri mit Fürstin Pauline.